# Чернов, Георгий Абросимович
Георгий Абросимович Чернов (15.05.1911, Троицк — не ранее 1983) — казахстанский зоотехник-селекционер, лауреат Сталинской премии.
Член КПСС с 1956 года.
Окончил Капланбекский зоотехникум (1931). Зоотехник, старший зоотехник (1931—1934) в селе Кызыл-Чарводар, Узбекистан.
Окончил Алма-Атинский зооветеринарный институт (1938), ассистент этого института (1938—1942), зоотехник в селе Аксу Талды-Курганской области (1942—1945). Главный зоотехник племзавода имени В. И. Ленина этого района (1945—1946).
С 1956 года доцент Алма-Атинского института зоотехнии и ветеринарной медицины. В 1974 г. ещё работал.
Один из селекционеров, выведших алатаускую породу коров. За участие в этой научной работе ему было присвоено звание лауреата Сталинской премии (1951).
Автор книги:
- Ошибка маленького чабана: Рассказы о животных : [Для детей] / Лит. обработка Н. Бобневой. — [Москва] : Мол. гвардия, 1962. — 63 с. : ил.; 20 см.